# 山田ミネコ
山田 ミネコ（やまだ みねこ、1949年7月11日 - ）は日本の漫画家、同人作家。神奈川県出身。聖ヨゼフ学園（小・中・高）、トキワ松女子短期大学卒業。血液型AB型。鎌倉市在住。24年組メンバーの一人。

## 来歴
少女漫画家時代の石ノ森章太郎に影響を受け漫画を描き始める。仲間内で執筆していた回覧誌のアドバイスをもらうため鈴木光明を訪ねたことがきっかけで弟子入りする。
漫画家としてのデビューは貸本漫画であり、辰巳ヨシヒロが経営していたヒロ書房から単行本を出版していた（当時は「山田美根子」名義）が、貸本業界末期のため生活に困り、師である鈴木の紹介で『別冊マーガレット』でデビュー。以降、『花とゆめ』、『LaLa』、朝日ソノラマ『デュオ』、東京三世社『WHAT（旧：『SF競作大全集』）』、徳間書店『リュウ』、秋田書店『月刊プリンセス』などで執筆。
現在は体調不良を理由に同人誌で活動。同人サークル「あとりえだば」として作風を変えないスタイルで、少女向けの創作物をメインに発表している。

## 人物
代表作は『最終戦争シリーズ』。『花咲く帝王の樹々』シリーズ、『裏側の世界』シリーズなど小説家としての創作活動もしている。最近は「山田青」名義で球体関節人形の創作、即売会などの活動も行っている。
「山田ミネ子」と誤表記されることがあるが、「山田ミネコ」が正確な表記である（貸本時代など初期には「山田美根子」表記も有り）。作中には逆読みの火星人「コネミ・ダ・マーヤ」が、怪獣「ダイガクジュケン」を退治しに行った友人、金星人「ミルテラ・バーツマコ」（小松原てるみ）と共にしばしば登場する。自画像はウサギ。好物はチャーシューメン。

## 作品リスト

### 漫画
- 最終戦争シリーズ
  - 最終戦争伝説シリーズ
  - パトロールシリーズ
- 呪われた城
  - 呪われた城
  - 走れアリス - アリスシリーズ
  - 消えた宝石 - アリスシリーズ
  - ステラビスタ - アリスシリーズ
- 高い城の少女
- アリスと三人のふたご
  - アリスと三人のふたご - アリスシリーズ
  - 夏がどこかへ行った - アリスシリーズ
  - 黄金細工の部屋 - アリスシリーズ
  - 馬に乗った幽霊 - アリスシリーズ
  - アリスのノート - 作者によるアリスシリーズに関する解説。今後のシリーズ予告が載っているが、ほとんどは実際に作成されることはなかった[注 4]。
- 冬の円盤 
  - 冬の円盤 - 「最終戦争シリーズ」にリンク
  - 妖魔の森 - アリスシリーズ
  - ペレランドラに帰りたい - 「最終戦争シリーズ」にリンク
  - 遙かなり我が故郷 - 「最終戦争シリーズ」にリンク
  - 金星・火星・地球の詩（ペレランドラ ゴ・ダエヴァ アスールのうた） - 「最終戦争シリーズ」にリンク
- 西の22
  - 誕生日がこない - 「最終戦争シリーズ」にリンク
  - 西の22 - 「最終戦争シリーズ」にリンク
  - 風に吹かれて - 風の短編集より再録
- ベルテーンの魔女 
  - ベルテーンの魔女 - 「最終戦争シリーズ」にリンク
  - 緑の丘の白い家 - 「最終戦争シリーズ」にリンク
  - デーヴァダッタ研究 - 「最終戦争シリーズ」にリンク
  - 黄昏の鳥
  - 星形クッキーの秘密
- 草原の狼（ステッペンウルフ、全4巻） - 「最終戦争シリーズ」にリンク
- スプーン一杯の愛で（全2巻）
  - スプーン一杯の愛で
  - 夏の魔法の歌
- 男爵夫人・ラム（バロネス・ラム） - アリス・シリーズ
- 金の波 銀の魚
- ふふふの闇（全8巻／文庫全5巻）
- アフメット王国物語 - 「天動説騎士団」にリンク
- 闇雨月
- 月読の剣（未完）
- 異形列伝
- 妖怪風土記（全2巻）
- 外法童子（※ふふふの闇外伝）
- 人造動物園（全2巻）
- 魔法使いの夏
  - 魔法使いの夏
  - 真夏の訪問者
- 振袖無頼控
- 河童の出てきた日
  - 河童の出てきた日
  - たまにはあるよな変な話
- 星のこわれる音
  - 星のこわれる音
  - 二月三月の間に
  - 6月の丘
  - 蝶の夢
- ひとりっ子の冬
  - ひとりっ子の冬
  - やさしい死神
  - ざしき童子
  - きつねのてぶくろ
  - 雪童子
  - ぼたんどうろう
  - こっちむいて！信ちゃん
  - すみっこの白い影
  - 如月山

#### 貸本漫画
発行はヒロ書房。
- 春の歌 - 山田ミネコのデビュー作
- わたしのヌウ
  - わたしのヌウ
  - 吹けよ春風
- 風だけが
  - 風だけが
  - 何かいいことないかな子猫ちゃん
- 新宿午前0時
- ゲバゲバ44ページ
- 風の短編集
  - 風の神話
  - 風に白い花束を
  - 風のせい
  - 風に吹かれて
- 今日という名の明日が来る
- 笑う風
- 夏の声

### 小説
- 天動説騎士団 - 「アフメット王国物語」と「ふふふの闇」にリンク
- 異郷から来た魔術
- 裏側の世界シリーズ
- 花咲く帝王の樹々 - 「最終戦争伝説シリーズ」にリンク
- メビウスの時間の輪　パトロール森夜 - 「パトロールシリーズ」にリンク
- 霊界トラブルゲッター 呪禁師(じゅごんじ)の森 - 「ふふふの闇」にリンク

### イラスト集・絵本
- 静かな幽霊
- ひそやかな童話
- プリンプリン物語 - NHK人形劇の絵本だが、実質は多色刷りのコマ漫画。1巻と表記されているが、続巻はなし[6]。

### 挿絵
- 宇宙塵版／派遣軍還る - 光瀬龍のSF小説。
- 『イーシャの舟』新潮文庫（1991）- 岩本隆雄のファンタジー小説。

## 交友関係
鈴木光明
師匠。彼の著書『続少女まんが入門』では、プロの作例として山田ミネコの「振袖無頼控」が上げられており、同作の貴重な本人直筆プロット、ネーム、ガラ刷りを目にする事が出来る。
和田慎二
友人。共に鈴木光明の門下生。互いの特集では寄稿する仲であった。
萩尾望都
友人。24年組の一人。互いの自宅がキャベツ畑に囲まれており、萩尾のSF「キャベツ畑の遺産相続人」は、電話中に山田から「夜中に一人で漫画を書いていると、キャベツが自分で転がって遊びに来る」との元ネタを頂いたもの。
樹村みのり
24年組の一人。友人。
酒井美羽
元アシスタント。
篠原千絵
元アシスタント。メシスタントでもあった。